# Micronereis variegata
Micronereis variegata är en ringmaskart som beskrevs av Claparede 1863. Micronereis variegata ingår i släktet Micronereis och familjen Nereididae. Arten har ej påträffats i Sverige. Inga underarter finns listade i Catalogue of Life.